# Luis Miñarro
Lluis Miñarro (né à Barcelone en 1949) est un producteur catalan. Miñarro a reçu le prix spécial "Prix Tomislav Pinter" à Avvantura Festival de Zadar (Croatie) en 2010. Il est également membre du conseil consultatif de Avvantura Festival de Zadar.

## Filmographie
- 1996 : Des choses que je ne t'ai jamais dites (Cosas que nunca te dije) d'Isabel Coixet
- 2003 : Les Mains vides de Marc Recha
- 2004 : Ar meno un quejío de Fernando de France
- 2006 : Honor de cavallería d'Albert Serra
- 2006 : La Silla de Julio D. Wallovits
- 2007 : Dans la ville de Sylvia (En la ciudad de Sylvia) de José Luis Guerín
- 2007 : La Cáscara de Carlos Ameglio
- 2008 : Liverpool de Lisandro Alonso
- 2008 : Le Chant des oiseaux (El cant dels ocells) d'Albert Serra
- 2009 : Blow Horn (réalisateur)